# HD 217251
HD 217251，又名BD-13 6318，SAO 165425、HR 8741，是一颗恒星，视星等为6.07，位于銀經55.63，銀緯-60.33，其B1900.0坐标为赤經22h 54m 19.7s，赤緯-13° -60.33′ 25″。